# Miconia truncata
Miconia truncata är en tvåhjärtbladig växtart som beskrevs av José Jéronimo Triana. Miconia truncata ingår i släktet Miconia och familjen Melastomataceae. Inga underarter finns listade i Catalogue of Life.